# عساية (صعدة)
عسايه هي إحدى قرى الجمهورية اليمنية. تتبع جغرافيا لمحافظة صعدة و إداريًا لمديرية مجز. يبلغ تعداد سكانها 3256 نسمة حسب الإحصاء الذي أجري عام 2004.